# Hólar
Ne doit pas être confondu avec Hollard, Hollar ou Hola.
Hólar est une localité islandaise de la municipalité de Skagafjörður située au nord de l'île, dans la région de Norðurland vestra. En 2011, le village comptait 89 habitants.

## Histoire
En 1106 elle devient le siège d'un second diocèse (voir Liste des évêques de Hólar) après Skálholt, confié à Jón Ögmundsson et devient un important centre d'étude. Le diocèse devient luthérien en 1551 puis est supprimé en 1801.